# Gibraltars Socialdemokrater
Gibraltars Socialdemokrater (engelsk: Gibraltar Social Democrats, fork. GSD) er et centrum-højre politisk parti i Gibraltar.
Partiet blev grundlagt i 1989 og var det regerende parti i perioden 1996-2011 under ledelse af Peter Caruana.

## Historie
Partiet opstod, da Sammenslutningen for Udvikling af Borgerlige Rettigheder brød sammen i slutningen af 1980'erne. Socialdemokraterne stammer officielt fra 1989, og ved det første valg derefter, i 1992, opnåede partiet 20,2 % af stemmerne, hvilket gav syv pladser i parlamentet ud af de femten pladser. Fire år senere, i 1996, steg stemmetallet til 52,2 %, hvilket gav otte pladser og dermed absolut flertal. Partiets leder, Peter Caruana, blev dermed førsteminister, og denne post bevarede han indtil 2011, idet partiet i denne periode bevarede sit flertal. 
I 2005 blev Gibraltars Arbejderparti, der var blevet stiftet to år forinden, smeltet sammen med Socialdemokraterne, der som det største parti bevarede navnet og forkortelsen. Denne samling af de to partier var ikke lige populær overalt og fik nogle prominente medlemmer på begge sider til at forlade partiet i protest, herunder næstformanden Keith Azopardi og yderligere et bestyrelsesmedlem; de to stiftede derpå det Progressive Demokratiske Parti.

## Politik
Partiet er placeret i venstre side af centrum på det politiske spektrum, og som regeringsparti har det stået bag en forbedring af det offentlige sundhedssystem samt sørget for at bygge boliger, der er til at betale for den brede befolkning. 
Det støtter endvidere den nuværende internationale status for Gibraltar som et autonomt britisk oversøisk territorium og går imod alle forslag om et fælles britisk-spansk overherredømme. Partiet er traditionelt mindre fjendtligt indstillet over for Spanien end Gibraltars Socialistiske Arbejderparti.